# Kiichirō Furukawa
Kiichirō Furukawa (jap. 古川 麒一郎, ふるかわ きいちろう, Furukawa Kiichirō, Hurukawa Kiichiro, Hurukawa Kiitiro) (Kurashiki, 8. veljače 1933.) je japanski astronom. Otkrio je mnoštvo asteroida, od toga skupa s Hirokijem Kōsaijem devedeset i dva.
Radi pri zvjezdarnici Kiso koja je dijelom Tokijske astronomske promatračnice. Također djeluje pri odjelu astrofizike Sveučilišta u Nagoyi. odnosno na Japanskom nacionalnom astronomskom opservatoriju.
Njemu u čast nazvan je asteroid 3425 Hurukawa.